# Ellips (litteratur)
Ellips beskrivs i Gérard Genettes narratologiska teori som en utelämning av en viss tidsperiod i en berättelse.

## Fotnoter
1. ↑  Genette, Gérard (2002). Brian Richardson. red (på engelska). Narrative Dynamics: Essays on Time, Plot, Closure, and Frames. sid. 29. Libris 5745045. ISBN 0814208959. https://books.google.be/books?hl=sv&id=kY8XFN6smdsC&dq=gérard+genette+ellipsis&q=ellipsis. Läst 1 oktober 2021.  ”ellipsis (blank spaces within the narrative while the flow of events keep unfolding)”